# Windows Installer
Windows Installer (voorheen Microsoft Installer) is een software-engine die gebruikt wordt om programma's te installeren, verwijderen of te repareren op Windows. Windows Installer-bestanden hebben meestal de extensie MSI.

## Bestandsformaten
Windows Installer maakte gebruik van de volgende bestandsformaten:
| Extensie | Betekenis |
| -------- | --- |
| MSI      | Microsoft Installer-bestand. Is het bestandsformaat van de installatie zelf.                                                                                  |
| MSP      | Microsoft Installer Patch-bestand. Is het bestandsformaat wordt gebruikt om patches aan te brengen op reeds geïnstalleerde programma's.                       |
| MST      | Microsoft Installer Transform-bestand. Hierin staan de wijzigingen ten opzichte van de MSI. Dit wordt gebruikt om geen directe wijzigingen te doen in de MSI. |

De bestandsformaten zijn installatiepakketten die zijn opgebouwd uit een relationele database binnen het bestand.

## Engine
De *.MSI-bestanden kunnen met een engine (Windows Installer) uitgepakt en geïnstalleerd worden.
Het uitvoerbaar bestand (executable) is <c:\windows\system32\msiexec.exe>.
De versie van dit bestand bepaalt de versie van Windows Installer.

## Versies
| Versie | Zit in                                                                                   | Ook beschikbaar voor |
| ------ | ---------------------------------------------------------------------------------------- | --- |
| 1.0    | Office 2000                                                                              | |
| 1.1    | Windows 2000 RTM, SP1, SP2                                                               | Windows 95/98 Windows NT 4.0 SP6 |
| 1.2    | Windows Me                                                                               | |
| 2.0    | Windows XP RTM, SP1 Windows 2000 SP3, SP4 Windows Server 2003 RTM                        | Windows 95/98/Me Windows NT 4.0 SP6 Windows 2000 RTM, SP1, SP2                                                                               |
| 3.0    | Windows XP SP2                                                                           | Windows 2000 SP3, SP4 Windows XP RTM, SP1 Windows Server 2003 RTM                                                                            |
| 3.1    | Windows XP SP3 Windows Server 2003 SP1, SP2 Windows XP Professional x64 Edition RTM, SP2 | Windows 2000 SP3, SP4 Windows XP RTM, SP1, SP2 Windows Server 2003 RTM                                                                       |
| 4.0    | Windows Vista RTM, SP1 Windows Server 2008 RTM                                           | |
| 4.5    | Windows Vista SP2 Windows Server 2008 SP2                                                | Windows XP SP2, SP3 Windows Server 2003 SP1, SP2 Windows XP Professional x64 Edition RTM, SP2 Windows Vista RTM, SP1 Windows Server 2008 RTM |
| 5.0    | Windows 7 RTM Windows Server 2008 R2 RTM                                                 | |

Versie kan worden gecontroleerd door msiexec.exe uit te voeren.

## Diagnostiek
Windows Installer heeft vier mogelijkheden om de voortgang, uitgevoerde acties en mogelijke problemen te loggen:
- Commandoregel: Door het uitvoeren van het programma msiexec en gebruik te maken van de parameter /l.
Voorbeeld: msiexec /i Package.msi /l*v c:\package.log
- Het register: Met de volgende registersleutel kan het loggen worden aangezet:
Key: HKEY_LOCAL_MACHINE\Software\Policies\Microsoft\Windows\Installer
Value Name: Logging
Type: REG_SZ
Data:  voicewarmup
- Group Policies:
Computer Configuration -> Administrative Templates -> Windows Components -> Windows Installer -> Logging. Bij de Engelse versie van een Windows-systeem.
- Windows Installer API: Door het aanroepen van de functie MsiEnableLog.